# Amtsbezirk Roagger
Der Amtsbezirk Roagger war ein Amtsbezirk im Kreis Hadersleben in der Provinz Schleswig-Holstein.
Der Amtsbezirk wurde 1889 gebildet und umfasste die drei Gemeinden Gonsagger, Roagger und Wodder.
1920 wurde der Amtsbezirk aufgelöst und die Gemeinden aufgrund der Volksabstimmung in Schleswig an Dänemark abgetreten.